# In the Ghetto
In the Ghetto är en socialt kommenterande gospelinspirerad låt, skriven av Mac Davis. Låten blev berömd 1969, då Elvis Presley släppte den på singel. Den blev en mycket stor internationell hit, och det var första gången på flera år som Presley åter nådde en topp 10-placering på singellistorna i Storbritannien (2:a) och USA (3:a). På B-sidan finns låten "Any Day Now". Båda låtarna kom också med på ett av Presleys mest hyllade album, From Elvis in Memphis. Texten handlar om en ung man i ett av Chicagos slumområden som kommer in på brottets bana, och till slut blir nedskjuten. I låtens slut sjungs det att samtidigt föds ett nytt barn i ghettot, ett barn som antagligen går ett liknande öde till mötes.

## Listplaceringar
| Lista (1969)   | Topplacering          |
| -------------- | --------------------- |
| Australien     | 1 (Go Set)            |
| Finland        | 14                    |
| Flandern       | 1                     |
| Irland         | 1                     |
| Kanada         | 2 (RPM)               |
| Nederländerna  | 4                     |
| Norge          | 1 (VG-lista)          |
| Nya Zeeland    | 1 (NZ Listner)        |
| Schweiz        | 2                     |
| Spanien        | 1                     |
| Storbritannien | 2                     |
| Sverige        | 1 (Kvällstoppen)      |
| Sverige        | 1 (Tio i topp)        |
| USA            | 3 (Billboard Hot 100) |
| Vallonien      | 2                     |
| Västtyskland   | 1                     |
| Österrike      | 6                     |